# Джудит (округ, Монтана)
Шаблон:StateAbbr_ 47°02′ пн. ш. 110°16′ зх. д. / 47.04° пн. ш. 110.26° зх. д.
Округ  Джудит (англ. Judith Basin County) — округ (графство) у штаті  Монтана, США. Ідентифікатор округу 30045.

## Історія
Округ утворений 1920 року.

## Демографія
За даними перепису 
2000 року 
загальне населення округу становило 2329 осіб, усе сільське.
Серед мешканців округу чоловіків було 1209, а жінок — 1120. В окрузі було 951 домогосподарство, 662 родин, які мешкали в 1325 будинках.
Середній розмір родини становив 3,02.
Віковий розподіл населення поданий у таблиці:
| Стать    | До 15 років | 15-21 | 22-29 | 30-39 | 40-49 | 50-65 | 65-85 | Понад 85 |
| -------- | ----------- | ----- | ----- | ----- | ----- | ----- | ----- | -------- |
| Чоловіки | 253         | 124   | 59    | 141   | 204   | 240   | 171   | 17       |
| Жінки    | 231         | 80    | 61    | 146   | 193   | 197   | 180   | 32       |

## Суміжні округи
- Чуто — північ
- Ферґус — схід
- Вітленд — південь
- Мар — південь
- Каскейд — захід

## Виноски
1. ↑  US Decennial Census. US Census Bureau. Архів оригіналу за 26 квітня 2015. Процитовано 28 листопада 2014.
2. ↑  Historical Census Browser. University of Virginia Library. Архів оригіналу за 11 серпня 2012. Процитовано 28 листопада 2014.
3. ↑  Population of Counties by Decennial Census: 1900 to 1990. US Census Bureau. Архів оригіналу за 22 вересня 2018. Процитовано 28 листопада 2014.
4. ↑  Census 2000 PHC-T-4. Ranking Tables for Counties: 1990 and 2000 (PDF). US Census Bureau. Архів оригіналу (PDF) за 18 грудня 2014. Процитовано 28 листопада 2014.
5. ↑  State & County QuickFacts. US Census Bureau. Архів оригіналу за 6 червня 2011. Процитовано 15 вересня 2013.(англ.) Наведено за англійською вікіпедією.
6. ↑  American FactFinder. Бюро перепису населення США. Архів оригіналу за 21 травня 2008. Процитовано 31 січня 2008.

| США | Це незавершена стаття з географії США. Ви можете допомогти проєкту, виправивши або дописавши її. |